# متالورژی استخراجی
متالورژی استخراجی (به انگلیسی: Extractive Metallurgy) فن جدا کردن فلز از کانی‌ها و پالایش و نیز بازیافت آن است.
استخراج فلزات از کانی‌های فلزی بر انسان‌های اولیه شناخته بوده‌است. فرآیندهای استخراج فلزات در قدیم به صورت روش‌های سعی و خطا بود. طلا و مس از اولین فلزاتی بود که استفاده شدند چون به صورت خالص در طبیعت یافت می‌شود.
متالورژی استخراجی یکی از گرایش‌های مهندسی مواد است که در مقطع کارشناسی، در دانشگاه‌ها، در هشت ترم ارائه می‌شود. برخلاف تصورعام، متالورژی استخراجی در استخراج مواد از معدن، هیچگونه نقشی ندارد، بلکه این مرحله به مهندسی معدن مربوط می‌شود. بخش تخصصی متالورژی استخراجی در جداسازی مادهٔ خالص، از مواد ناخالصی است که از معدن خارج شده و به کارخانه آمده‌اند. یک مهندس متالورژی استخراجی باید به اصول جداسازی فلزات، از مواد ناخالص مسلط باشد تا بتواند با صرف کمترین هزینه، بیشترین بازدهی را در فرایند جداسازی فلز در کمترین زمان، ممکن سازد.
استخراج فلز، با توجه به فرآیندهای آن به دو گروه کلی متالورژی حرارتی و متالورژی آبی تقسیم میشود. اصول متالورژی حرارتی بر اساس ذوب و متالورژی آبی بر اساس حل‌سازی کانی می‌باشد. بیشتر فلزات موجود در طبیعت به صورت‌های اکسید، سولفید، کلرید و کربنات می‌باشند. مهم‌ترین مرحلهٔ جداسازی این فلزات از سنگ معدن آن‌ها احیا شیمیایی آن‌ها است.

## دروس پایه
- ریاضی عمومی ۱ و ۲
- مبانی کامپیوتر
- فیزیک عمومی ۱ و ۲
- محاسبات‌عددی
- ریاضیات مهندسی
- معادلات دیفرانسیل
- شیمی عمومی
- آزمایشگاه فیزیک[۴]
- آزمایشگاه شیمی عمومی
- نقشه کشی صنعتی

## دروس عمومی
- ادبیات فارسی
- زبان عمومی
- تربیت بدنی
- دروسی از مبانی نظری
- دروسی از اخلاق اسلامی
- دروسی از انقلاب اسلامی
- دروسی از تاریخ و تمدن اسلامی
- آشنایی با منابع اسلامی[۴]

## دروس اصلی
- مبانی مهندسی برق
- آزمایشگاه مبانی مهندسی برق
- استاتیک
- کریستالوگرافی
- شیمی فیزیک مواد
- خواص مکانیکی مواد
- خواص فیزیکی مواد
- آزمایشگاه مبانی مهندسی برق
- مقاومت مصالح
- پدیده‌های انتقال
- آزمایشگاه متالوگرافی
- ترمودینامیک مواد
- آزمایشگاه خواص مکانیکی مواد[۳]